# Стари век
Стари век је епоха робовласничког друштвеног поретка који је, у току развоја људског друштва, најдуже трајао. Протеже се од појаве класних друштава, првих цивилизација и прве писмености (4000—2000. године п. н. е.) па до пропасти Западног римског царства (476. године).
Термин стари век обележава историографију историјског доба настанка првих цивилизација на Средњем истоку у области Средоземног мора и у јужним и источним областима Азије.

## Откриће писма
Научници сматрају да су најстарије писмо изумели око 3500. године п. н. е. Сумерци, народ који је живео око врха Персијског залива (данашњи јужни Ирак). Ово писмо се састојало од сличица које су представљале речи и појмове. Зато се ова врста писма назива сликовно писмо. Сликовно писмо је било веома компликовано и имало је много знакова, па је зато временом упрошћено. Уместо слика почеле су се користити цртице у виду зареза који подсећају на клинове. Тако је настало клинасто писмо.
Нешто касније, око 3200. године п. н. е, у Египту је настало сликовно писмо које су стари Грци назвали хијероглифи.
Ипак, ниједно од ових писама није утицало на писмо које ми данас користимо. Феничани су ради боље трговине и лакшег споразумевања изумели једноставно писмо од 22 знака у коме је свако слово означавало један глас. Оваква врста писма назива се гласовно писмо. То писмо су од Феничана преузели стари Грци, а од њих Римљани. Пошто је феничанско писмо почињало словима која се називају Алеф и Бет, писмо је добило назив алфабет.

## Средњи исток

### Енеолит и рано бакарно доба
Прве цивилизације старог века су настале у доба енеолита које се карактерисало развојем земљорадње (пољопривреда и узгајање стоке), друштвеном поделом рада, основним техникама предаде бакра, почецима трговина, чување намирница и сировина и оснивање првих сталних насеља. Развој културе је био спојан са раширивањем познавања писма које је наследило дотада употребљаване идеограме које се појављују још у палеолиту и зидно сликарство. Употребљавање графичких симбола се у области Средњег истока раширило већ у половини 4. миленијума п. н. е. Њихов настанак био је под утицајем клинастог писма у Месопотамији и хијероглифима у Египту. Ови знаци су се под утицајем Феничана касније развиле у данашње писмо. Проналазак писма омогућио је рађајућим се државама државни и религиозни апарат што се сматрало као почетак цивилизације.

#### Месопотамија
Прва напредна цивилизација се развијала од 4. миленијума у јужној Месопотамији у Сумерским градовима од којих је најпознатији био Урук, Ур, Ериду, Ларса, Лагаш, Киш. Пре свега Урук је важио као снажан град у односу на околне градове. Развој је био заснован на систему наводњавања који је био јако компликован за та времена и организован у оквиру храмске привреде. Преко глинених плочица и других артефаката можемо пратити развој трговине са Арабијом и Индијом. Важан импулс за развој привреде је био и проналазак кола и грнчарског круга. Развој трговине и занатства као и земљорадње омогућио је настанак писма које је најпре служило само као евиденција за сировине и производе земљорадње. Функција писма се постепено променила и постало је средство за лично или друштвено пројављивање и то је документовано у најстаријим књижевним делима као што је нпр. „Епос о Гилгамешу“ који говори о митском краљу града Урука из 26. века п. н. е.
Политичко вођство градова држава је било у рукама кнезова који су имали сваку моћ. Архитектонски облик религије су били 15 m високи зигурати- пирамиде који су осим тога са су служили као палате за кнезове испуњавале и репрезентативне улоге у односу на поданике. Поједини градови су водили ратове који су били локалног карактера и водили су се за воду и никад нису постали импулс за оснивање већих империја које би обухватале целу територију Месопотамије. Од почетка 3. миленијума је богатство Сумерана привлачило племена са севера. У ово доба које се одликовало уништењем великих палата дошло је до поделе до тада јединствене световне и духовне моћи. Владари из овога доба су градили велике палате са гробљима у којим су се сахрањивали заједно са целом својом дружином. На крају овог протодинастичког периода сумерски утицаји су се раширили све до Средоземног мора.

#### Египат
За разлику од Сумера у старом Египту дошло је већ на крају 4. миленијума до политичког уједињења земље. Овом развоју је помогла релативна изолованост земље у географском смислу пред утицајима из спољашње стране која је дала могућности одбране. од непријатеља. Бројна мала краљевства која су се окупила око две државе Горњег Египта са центром у граду Нехену и Доњи Египат са центром у граду Перуџет били су у току неколико генерација процеса у трајању, сједињени у половини 32. века п. н. е. под владавином горње- египатског владара. У најстаријим изворима наводе се имена владара као што су Шкорпион, Нармер и Аха. На крају архајског периода 28. век п. н. е. досезала је моћ фараона чак Синајско полуострво и стари Египат је диспонирао директним везама са градом Библосом који се налазио у далеком Либану.
Већ су владари 1. династије ослањали своју моћ и систем централног уређења управних уреда и култ властите религије или су се проглашавали за отелотворења Хоруса бога неба. Египатска религије се карактеризирала и поштовањем животиња (лавови, бикови и краве). Карактеристика је била и снажна вера у посмртни живот. У Сакари и Абиду били су од опека саграђене велике грађевине и гробови. Уједињени Египат је диспонирао са великом развијеном културом. Хијероглифско писмо нашло је своју примену у религиозним саопштењима, у управним стварима (порески регистри), код одређивања годишњих доби и у растућој мери такође у уметничком стварању.
Наступање 3. династије који се датира од године 2.707. п. н. е. обележио је доба старог Египта. Империја се даље развијала после овладавање делте Нила и експандирала на југ у Нубију. Владајућа и управљајућа структура једнако као и египатска култура је добила дефинитивну слику. Ова етапа се карактерише изградњом монуманталних надгробних споменика која је добила свој врхунац у градњи пирамида за време владавине у 3. и 4. династији. Најпознатију фараони који су градили пирамиде у ово доба били су Џосер, који је као први хтео да сагради степенасту пирамиду, Снефру, Кеопс и Рахеф. О савршености ових гигантских објеката сведочи и уметничко украшавање ентеријера пирамида. Сликари и вајари су досегли своја врхунска дела. У религији је велики значај добио бог Ра и фараон Раџедет био је први владар који се назвао по овом Богу и завео је култ бога Хоруса.

### Врхунац и позно доба бронзе
Од краја 3. миленијума почео је бакар да боде замењиван и надокнађиван бронзом. У њеној производњи је поред бакра употребљаван и цинк кој је вероватно довожен из западног Ирана и из територија данашњег Узбекистана. У Египту се употребљавао бакар и бронза се релативно касно употребљавала и није била од значаја као у Месопотамији и вероватно се у Египту бронза уопште није производила већ се само увозила. То је представљало проблем јер стари Египат није имао сировине и морао је да се ослони на довоз из иностранства. Употреба бронзе а касније исто тако и гвожђа била је спора и то је доводило до заостајања Египта у развоју.

#### Месопотамија
У области Сумерске културе настале су у 2. половини 3. миленијума велике промене. Саргон, краљ града Акада створио је снажну империју и под својом владом ујединио је целу Месопотамију. Пред своју смрт је Сарагон владао империјом која се протезала од Персијског залива све до Средоземног мора и њему се приписивало оснивање првог морепловства.
Акадска империја је престала да постоји после смрти свога оснивача краља Сарагона и унутрашња нестабилност и спољни непријатељи довели су до поновног настанка држава градова. На Месопотамију су стално нападали племена Еламита и Аморејаца и крај сумерска владавине био је близу. Поједини владари су покушавали да обнове јединство Месопотамије. Најјачи град био је Ларса али је она била поробљена од стране не тако значајног града Вавилона. чији је владар био Хамураби. Он је основао другу империју али се она после његове смрти распала. Он је створио један од најстаријих закона тз, Хамурабијев законик. Брзо је Вавилон постао најјачи град у Месопотамији али су га пљачкали Хетити који су након што би га опљачкали облазили. Слабост Вавилонске империје су искористили Касити. У Сирији је дошло до великог надрепка и њени почеци се датирају у настанак Акадске државе. Овде није настао централистички државни облик већ су поједини градови добили на значају и тако су се издвојили градови Угарит, Арадос, Библос и Тирос који су се трговином уздигли у богатству и у утицајима.

#### Египат
На крају 23. века п. н. е. настало је у Египту прво прелазно доба. Моћи фараона су нестали и цела држава се распала на неколико регионалних мањих творевина. Наступањем 11. династије и после 200 година почело је у Египту Средње краљевство. Аменемхет I је прогласио култ Бога Амона који је постао најважније египатско божанство. Границе су поново биле померене далеко на југ до Нубије. Египат је проживљавао доба стабилности и просперитета и томе су допринели трговачки односи са Феникијом. Фараон Сенусрет III постао је најмоћнији владар Египта. Овај период просперитета завршио је упадом Хикса, семитских племена и трајао је један век док се Египат није од тога опоравио.
Победом над Хиксима почиње у Египту ново царство које је после успешне експанзије у Нубију своју експанзију одредило према предњој Азији која је имала много сировина и Канан и Феникија као и остали градови били су поробљени око 1.500. године п. н. е. Врхунац је Египат доживео за владавине Тутмоса III 1.479—1.425. п. н. е. који је померио границе Египта све до реке Еуфрата. За владавине Аменхотепа IV познатог као Акхенатон Египат је доживео велики просперитет и овај фараон је направио религиозне и друштвене реформе и хтео је да уведе монотеистичку религију и обожавање Бога Атона. Главни град је постао град Ахетатон али после његове смрти ова религија се није одржала и Египат се враћа поштовању старих божанстава.

#### Егејска област
Острво Крит је постало око 2.000. године п. н. е. центар велике културе која је названа минојска култура. Археолошка истраживања показали су велики домет ове културе палата. У своје доба Крета је добила јако много важности у погледу трговине и поморства и могуће је да је Крета сама водила ратне експедиције и тако добила на важности у Егејском мору. Око 1.450. године п. н. е. ова култура је нагло нестала и нису се сачували подаци о разлозима њеног нестајања. Крата је постала део микенске културе која се развијала на обали Грчке које је била подељена у велики број малих краљевина од којих су најзначајније били Микена, Пилос, Атина. Грчка култура је у ово доба достигла велике вредности. Микена је имала велике амбиције и водила је експедицију на Малу Азију која је позната као Тројански рат.

### Доба гвожђа
Крајем 2. миленијума п. н. е. почело да на значају да добија прерађивање гвожђа али се оно уводи полако и само од око 1.000. године п. н. е. потиснуло је бронзу из употребе.

## Средоземно море

### Антика
Антика је термин који означава период европске политичке и културне историје у којем су водећу улогу имале стара Грчка и Рим. Старогрчка цивилизација се простирала на просторима данашње Грчке, Мале Азије, Сицилије, јужне Италије, а касније и у Египту, Сирији и Индији. Пошто се старогрчка цивилизација не може ограничити само на Грчку нити само на Грке, погоднији су старогрчки називи Хелада и Хелени.
Антика обухвата период од преко 15. векова, од 1.000. п. н. е. до пада Западног римског царства (476) и затварања паганских филозофских школа у источном, Јустинијановом царству око 500. године н. е.
1. Грчко доба. У првом раздобљу антике грчка је култура, иако доноси изванредне новине, још маргинална у односу на старе цивилизације и велике силе онога доба (Египат, Асирија, Вавилон или Персија).
2. Хеленизам. Након Александрових освајања (до 323. п. н. е.), Македонија постаје велесила и грчка се култура нагло шири у заузета подручја, која су раније већином била под влашћу Персије, потискујући традиционалне културе; тако настаје раздобље хеленизма.
3. Римско раздобље. Разни историчари различито означавају када престаје раздобље хеленизма, а започиње римско раздобље: од 201. п. н. е. (крај Другог пунског рата) до 30. п. н. е. (Египат, посљедње краљевство под хеленистичком династијом, пада под римску власт). Реч је наравно, као и увек када у историографији постоје оваква неслагања, о процесу, гдје је сваки фиксни датум мање или више арбитраран. У културном смислу, Римско раздобље је наставак хеленизма.

## Јужна и источна Азија

### Индија

#### Харапска култура и инванзија Арја
Модерна знања о старовековним социјалним, културним и политичким развојем на индијском субконтиненту излазе из разлога недостатака писмених извора у првом реду из археолошких налазишта. Из њх можемо потврдити да је цела област у доба неолита била насељена. Најраније цивилизације потичу из доба 7.000—3.200. п. н. е. из локалитета Мергар који се налази западно од долине реке Инда код данашњег Пакистанског града Квета. Овде су дошли и помешали се са домородним становништвом племена са запада која су одлазила на север и они су говорили дравидским језицима и овде су основали цивилизацију која је позната као харапска култура која је датирана од 3.300—1.700. године п. н. е. на земљишту данашњег Пакистана. Њено име је одвођено из првог налазишта у граду Харапа у провинцији Панџаба. У то доба су одржавали везе са Сумерима и Египтом.
Око половине 2. миленијума п. н. е. дошло је до серије инвазија индоевропских племена који се називају Ајри. Ово полуномади су упали у Индију преко гора на северозападу и поробили су велики део индијског субконтинента. Да ли је харапска култура била овим налетима уништена или је дошло до уједињавања остаје нејасно из разлога недостатака података. Део становника је побегао на север а део је био асимилован арјанским становништвом као земљорадници. У годинама 1.500—1.000. п. н. е. настали су Веде збирке посветних текстова које су преношене само усменим путевима и садржале су ритуале посвећене Богу употе за извршавање жртава и филозофска мишљења. Овај најпознатији извор ране индијске историје захвата бит хиндуизма. Скупа са Упанишадима и епосима Махабхарата и Рамајана представљају Веде основ сваке литературе и филозофске мисли у Индији. Ајри су постепено прешли од номадског народа у насељенике и населили су се око реке Ганг и основали су систем касти. Највише постављена каста су били брамани за њима су следили каштраји који су били војници вајшије су били земљорадници и занатлије а најнижа каста су били каста робова шудри.

#### Маурји, Кушани и Гупти
До 7. века п. н. е. настало је на територији на којој се протеже данашњи Авганистана све до индијске државе Бихар у свему шеснаест великих краљевина и олигархијских република које су називане махаџанападе. Најутицајнија из ових држава била је Кошали затим Аванти и Гадара. Од када је снажна држава краљевина Магада поробила своје суседе тежиште индијске цивилизација се померило на исток. Ту је деловао Буда и Махавира из којег потичу религије будизма и дуинизма. У долини Инда су владали месни краљеви које је поробио Персијски краља Дарије I 520. п. н. е. а 326. п. н. е. је упао у долину Инда Александар Велики.
После пет година добио је владавину оснивач Мауријског царства Чандрагупта Маурија и његова држава је објединила велики део индијског субконтинента. Раст ове империје је следио у владавини његовог унука Ашока. Индија је за његове владавина постала велики центар науке и културе. После његове смрти империја је почела да се распада и била је изложена инвазијама. У 2. веку п. н. е. је великим делом централним и јужним областима овладала династија Андраха. У првој половини 1. века су Индију овладали разна племена номада од којих се једно настанило ту и основало Кушанску империју. У доба пада Маурја Индија је била велики привредни центар и трговала је са римском империјом. Будизам се проширио од средње на југоисток Азије и исто тако у Кину а индијска уметност и нарочито вајарство досегло је велики ниво.
Кушанска империја исто као и краљевство Андраха пала је на почетку 3. века. Око 320. године ујединио је Чандрагупта И долину Ганга и његови наследници Самундрагупта и Чандрагупта II добили су контролу над целом Индијом у даљих 100 година и ова држава је позната као гуптовска империја. Гупти су овладали само језгро империја док су освојене области управљане од стране других подређених владара и за њихово време заживела је Индија. Златни век своје цивилизације у коме цвета литература, наука и уматност и у поређењу са Европом били су на већем степену развоја и допринели су развоју математике у Европи. Ова држава је после налета Хефталита пропала око 550. године

### Кина

#### Почеци историје
Око 5000. п. н. е. се на обали Жуте реке и Јангцекјанга на истоку Кине почели развијати неолитска села чији су становници били пољопривредници. Уопштено од 3000. –2000. године п. н. е. су на основу археолошких ископавања доказане прве насеобине на овој територији. О овом добу постоја јако скромни подаци. Постоје многе легенде о кинеским династијама. Око 2.100—1.600. п. н. е. владајућа династија је Сиа и њена владавина се поклапа са бронзаном доби. Наследила ју је династија Шанг која је контролисала Кину у 11 веку п. н. е. и из овог доба потичу први писани подаци. Из овог доба потичу прва слова кинеске азбуке из којих је касније настало модерно кинеско писмо.

#### Царство
Од 4. века п. н. е. растао је утицај Чхин најзападније Кинске државе и његов краљ пошто је уништио све своје противнике 221. године је примио титул цара (хуанг-ти) и од тога доба се назива Чхин С-хуанг-ти (први цар). Његова владавина повезује се са агресивним походима и Кина се раширила у границама данашњег Вијетнама и Кореје. На северу је почео са градњом великог кинеског зида као одбрану од најезде номада у унутрашњој политици је завео рестриктивно законодавство и централизацију.
Кратко после смрти цара дошло је до устанка земљорадника и до грађанског рата. Из тога рата као победничка изашла је династија Хан која се приклонила филозофији Конфучионизма. Положај Као-цу првог цара династије Хан било је јако несигурно због упада барбарских племена. Цар је снизио енормно велике порезе и централизовану државу и ово се позитивно одразило на културни и политички развитак државе. Цар је предузео велику експедицију против барбарских племена и отерао их је у унутрашњост Монголије. Настала је ера трајног мира и благостања. Томе је допринело и успостављање веза са римском империјом и трговина свилом.
Доба династије Хан је завршило око 9. године. узурпацијом Ванг Манга који се прогласио за цара династије Хсин и хтао је да спроведе аграрна реформе и хтео да обузда велепоседнике. Он је 23. године био свргнут и убијен. Недуго затим је цар Куанг-ву прогласио династију Источни Хан и до краја 1. века обновио је границе империје. У доба позне династија Хан оснажио је у Кини будизам који се проширио из Индије. Даље је следио распад династије Хан после војничког устанка 189. године и владавине еунуха на двору.
Абдикацијом последњег цара династије Хан 220. године започело је доба три краљевства. Север земље је краљевство краљевство Источно Ву, на западу се простирало краљевство Шу-хан а на југу је било доминантно краљевство Цхао Веј. Свако од краљевства је на власт дошла династија Тин 260. године која је за кратко опет ујединила целу земљу. Убрзо је дошло до несугласица између принчева што су искористили спољни непријатељи и упали у северну Кину и убили последња два кинеска цара док су остали чланови династије побегли у данашњи Нанкинг и основали династију Источни Ђин. Језгро империје је остало под контролом номадских племена све до године 589. Пошто није могла да се створи стабилна влада у брзом следу је продефиловало шеснаест краљева у челу са владарима који нису били кинеског порекла а династија Ђин на југу је била свргнута 420. године.